# Oluf Krabbe (1903-1999)
 For alternative betydninger, se Oluf Krabbe. (Se også artikler, som begynder med Oluf Krabbe)
Oluf Krabbe (5. september 1903 i Nyborg – 30. oktober 1999) var en dansk officer, der gjorde tjeneste i Frikorps Danmark.
Oluf Krabbe var søn af generalmajor Carl Frederik Krabbe og Hedevig Fanny født Sander og blev født ind i en adelig militærfamilie. En del af hans forfædre havde tidligere gjort tjeneste som officerer i den danske Hær. Under Treårskrigen døde hans oldefar, major Carl Friedrich Krabbe (1793-1849). Derfor var det også naturligt, at Oluf Krabbe fik en karriere i militæret.
Som infanterikaptajn i Hæren blev han i 1937 sendt til Tyskland som militærattaché. I to år opholdt han sig dér, mens han begejstret studerede udviklingen.
Den 9. april 1940 vendte han tilbage til Danmark som kompagnichef for et kompagni i det nordlige Jylland. Som overbevist nationalist var Oluf Krabbe chokeret over Danmarks overgivelse efter to timers kamp mod tyskerne. Den 31. oktober 1940 ansøgte han om medlemskab i DNSAP.
Den 29. juni 1941 ansøgte han om at træde ud af Hæren for at indtræde i Frikorps Danmark. Hans ansøgning blev godkendt, og den 21. august 1941 ankom han til Frikorpset. Han overtog Frikorpsets tredje kompagni.
Oluf Krabbe kom dog ikke til fronten sammen med Frikorps Danmark. På grund af Christian Peder Kryssings afgang som kommandør for Frikorps Danmark sendtes en del af officerskorpset til andre enheder eller til efteruddannelse. Oluf Krabbe kom til efteruddannelse.
I første omgang ankom han til SS-Regiment "Nordland" i femte SS-Division "Wiking", hvor han overtog 3. kompagni. I februar 1944 var Krabbe aktiv ved Schwere-Panzer Abteilung 103. I februar 1945 blev han tilknyttet SS-Panzergrenadier-Regiment 24 "Danmark" i 11. SS-Panzergrenadier-Division "Nordland".
Efter krigens afslutning begav han sig tilbage mod Danmark til fods. Da han nåede til grænsen ved Danmark den 4. juni 1945, blev han anholdt af repræsentanter for modstandsbevægelsen.
I 1976 udgav han bogen Danske soldater i kamp på østfronten 1941–1945. Bogen er blevet et standardværk for apologeter.
Oluf Krabbe døde den 30. oktober 1999.